# Radardiagram

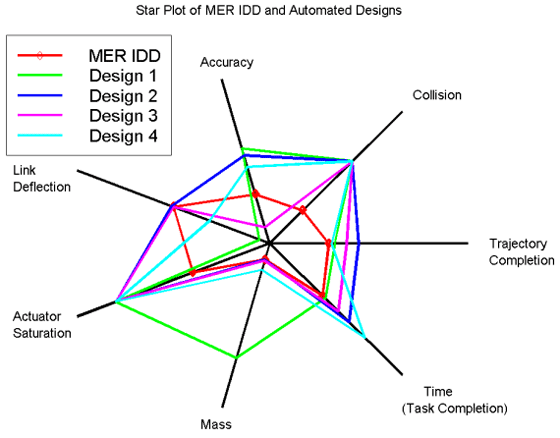
A NASA egyik csillagdiagramja a dizájnkívánalmakról

A radardiagram többváltozós adathalmazok kétdimenziós ábrázolására alkalmas. A külalakja miatt szokás pókháló-diagramnak is nevezni. Az ábrázolás során egy közös pontból egymáshoz képest azonos szögben hajló tengelyeket veszünk fel, majd a kvantitatív (számszerűen mérhető) mennyiségeket ezeken vesszük fel. A tengelyeket a rajtuk felvett értékek közötti kapcsolat alapján irányítjuk, azaz az egymással erősebben kapcsolt értékek egymáshoz közelebbi tengelyekre kerülnek. A pontok így egy síkidomot határoznak meg, ami a vizsgált jelenség vagy tulajdonság súlypontját is meghatározza.
A diagramot ismerik még csillagdiagram, pókdiagram és Kiviat diagram néven is. A diagram egyenértékű a párhuzamos koordinátákkal, csak itt a tengelyek sugárirányúak.

## Áttekintés
A radardiagramot egy közös pontból kiágazó, egyenlő hajlásszögű küllők, sugarak alkotják. A sugarak hossza arányos az adatérték és a maximális érték hányadosával. Ilyen módon a diagramnak nevet is adó csillagszerű síkidomot kapunk. Ez még inkább látványossá válik, amikor a pontokat egyenes vonalakkal összekötjük. Egy ilyen módon felvett sokszög alapján az alábbi kérdésekre adunk választ:
- Mely megfigyelések hasonlóak?
- Vannak-e megfigyelési klaszterek, azaz közös részei a megfigyeléseknek?[5]
- Vannak-e kívülállók?

A radardiagramot általában sokváltozós megfigyelések ábrázolására használjuk, tetszőlegesen sok változó figyelembe vételével. Egy-egy diagramon általában sok csillagot veszünk fel, minden egyes csillag egy-egy megfigyelést jelképez. Ilyen ábrát először Georg von Mayr használt 1877-ben. A radardiagram annyiban különbözik a glifa diagramtól, hogy minden változót felhasználunk, és nem különböztetjük meg a fő és mellékváltozókat. Különösen jól használhatóak, ha a küllőket valamilyen szempont szerint csoportosítjuk.

## Alkalmazások
Gyakran a minőségfejlődés mérésére alkalmazzák a minőségirányításban.
A sportolók esetén a játékosok erősségeit és gyengeségeit ábrázolják ilyen módon.

## Korlátai
A radardiagramoknak kifejezetten szerepe van a közös területek és a kiugróság mérésében, valamint alkalmazhatóak az ordinális mérésekben, amikor a változók bizonyos szempontból "jobbak", mint mások, és egyforma skálázással bírnak.
A radardiagramok fő problémája, hogy nem alkalmasak kompromisszumos megállapodások meghozására, amikor egy diagram nagyobb értékű a többinél valamely változóban, de a többiben nem.
A diagramokat nehéz vizuálisan értelmezni, mivel a sugárirányú távolságokat a szem nehezebben becsüli. Erre a problémára megoldás lehet a koncentrikus körök van összekötő egyenesek alkalmazása, amik miatt a pókháló diagram megnevezést is kapta.
A diagram torzítja az adatokat is a kitöltött síkidom révén, ugyanis így a terület az adatok második hatványával arányos. Például vegyünk egy öt változós mérést, amikor a változók értéke 1-100-ig terjed. Ha egy mérésben minden érték 90, egy másikban pedig 82, az első síkidom területe több, mint 20%-kal nagyobb a másodikénál, holott a változók aránya alatta van a 10%-nak.

### Felépítés
A radardiagramok az adatokat gyakran mesterséges rendszerbe sorolják, amik a diagram értelmezését megváltoztathatják.
- Szomszédsági viszonyok: Ezek nem mindig jelentenek kapcsolatot az egyes sugarak adatai között, viszont könnyen sugalmazhatnak ilyet.
- Körkörös szerkezet: Az első és utolsó adattípus egymás mellé kerül.
- Hosszúság: Az adatok rendszerint rendezettek, de a fokozatok mesterségesek.
- Területi torzítás: A kiugró adatok túlreprezentáltak lesznek, mivel a terület a lineáris méretek második hatványával arányos. A (2;2) négyzet területe az (1;1) négyzetének négyszerese, holott az adatok csak kétszeres viszonyt mutatnak. Ez a becslés torzulását okozza.[13]

Például a (9; 1; 9; 1; 9; 1) adatsor egy csillagszerű alakzat a radardiagramot, azonban ha sorba rendezzük ezeket, akkor a kapott (9; 9; 9; 1; 1; 1) adatsor diagramja már csak két különböző sugarú szeletet fog jelenteni. A kettő között a döntés nem mindig kézenfekvő, és esetleg az értelmezés mesterséges irányítását lehetővé teszi.
Egyes esetekben azonban a radardiagram teljesen természetesen használható. Ilyen például a ciklikus adatok ábrázolása, például a naponta, óránkénti rendszerességű adatfelvétel. Ekkor a sugaraknak is van természetes rendszere, a ciklikusság miatt pedig a körkörös szerkezet nem hiba, hanem a természetes viselkedés.
Mikor érdemes radardiagramot alkalmaznunk?
- Ha értelmezhetőek a területek közös skálázás nélkül is.
- Ha az adathalmaz valóban ciklikus, nem lineáris.
- Legalább két összehasonlítandó adatsor van, és az egyik lényegesen kisebb a másiknál.

### Adathalmaz mértéke
A radardiagram segíti a sokváltozós kicsi és közepes adatok elemzését. A fő gyengeségét is pont ez jelenti: ha pár száz pontnál többet kell ábrázolni, a diagram áttekinthetetlenné válik.

## Példa

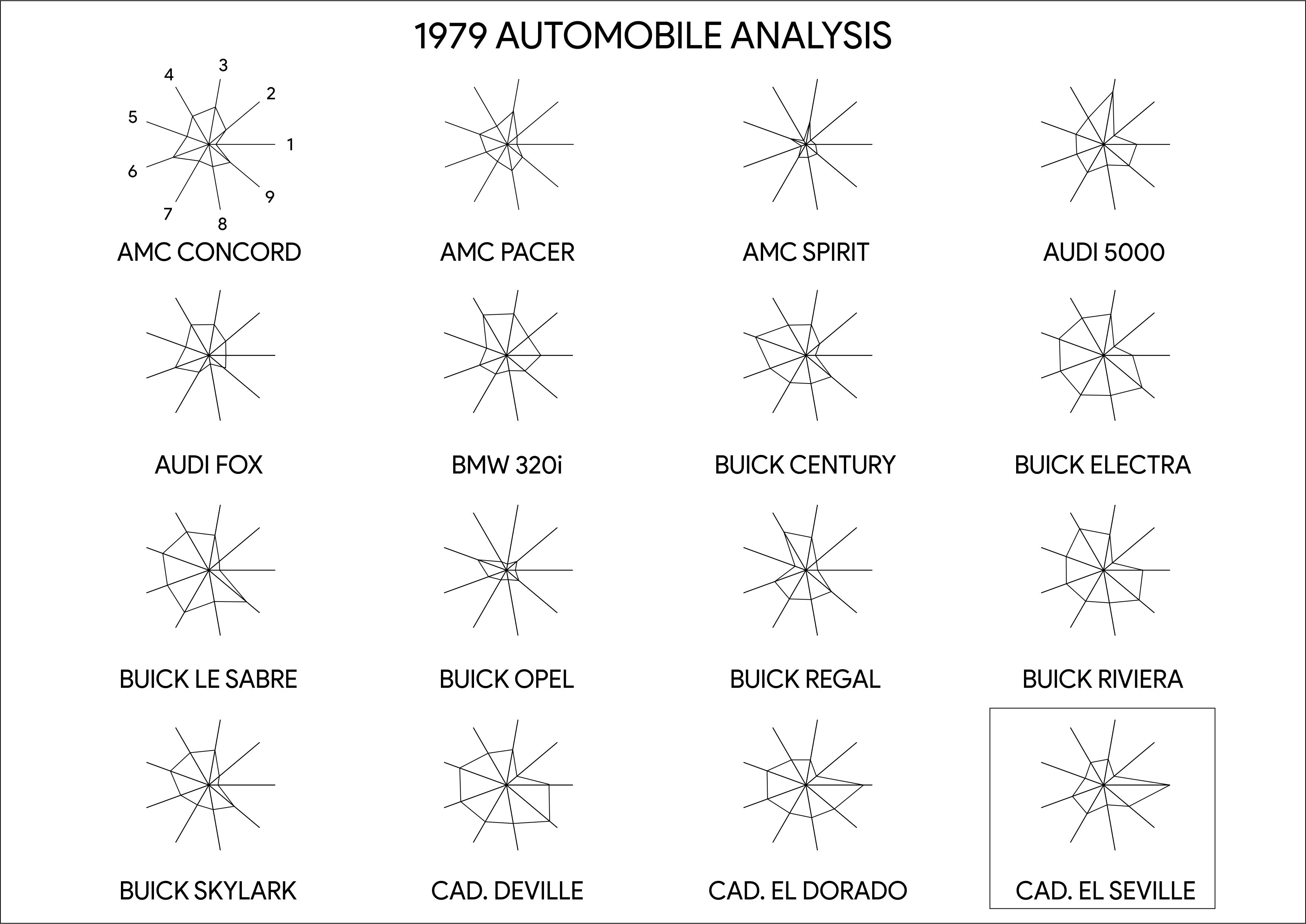
16 autómárka csillagdiagramja

Jobbra néhány autómárka radardiagramja látható. Az egyes tengelyek tartalma:
1. Ár
2. Futásteljesítmény
3. Szervízelés 1978
4. Szervízelés 1977
5. Belmagasság
6. Hátsó üléstér
7. Csomagtartó
8. Tömeg
9. Hossz

A diagramokat tekinthetjük egyénenként és egy-egy csoport hasonló autó összehasonlításakor is. Például nézzük a Cadillac Sevilla márka diagramját (Az utolsó ábra a jobb oldali képen)! Eszerint az autó a legdrágábbak egyike, a futásteljesítménye átlag alatti, a szervizelése átlagos és az átlagosnál kicsit jobb a belső tere.
Ha a Cadillac autóit (utolsó három ábra) az AMC gyártóéival (első három diagram) hasonlítjuk össze, akkor egészen más következtetésekre juthatunk. AZ AMC gyártmányú járművek olcsók, viszont átlag alatti a futásteljesítményük és minden tekintetben kicsik. A Cadillacek drágák, rossz a futásteljesítményük, viszont tágas tér és nagy tömeg jellemzi őket.

## Alternatívák
Főleg idődiagramok esetén inkább használjunk egyszerű vonaldiagramot.
Kétdimenziós összehasonlításokra sokkal alkalmasabbak a Harvey labdák. Ezeket jelentősen segíti, hogy algoritmikusan lehet sorrendet kialakítani.
A főkomponens-analízis egy nagyszerű módszer a többváltozós adatstruktúrák elemzésekor.
A törött vonal helyett használhatunk kis oszlopokat az egyes tengelyek mentén.
Habár a poláris diagramok és a radardiagramok sokszor egyként vannak tekintve, a kettő között lényegi különbség van, ugyanis a radardiagram az adatokat nem polárkoordinátákban ábrázolja.

## Fordítás
Ez a szócikk részben vagy egészben  a   Radar chart című angol Wikipédia-szócikk ezen változatának fordításán alapul.  Az eredeti cikk szerkesztőit annak laptörténete sorolja fel. Ez a jelzés csupán a megfogalmazás eredetét és a szerzői jogokat jelzi, nem szolgál a cikkben szereplő információk forrásmegjelöléseként.